# 러시아의 미콜라이우주 점령
러시아의 미콜라이우주 점령은 남부 우크라이나 작전의 일환으로 러시아가 우크라이나를 침공하는 동안 러시아군이 우크라이나의 미콜라이우주를 계속해서 군사적으로 점령하는 것이다. 러시아가 설치한 점령 체제는 "니콜라예프 군-민간 행정부"라고 불렸다.
러시아군은 2022년 2월~3월에 도시를 공격했지만 주의 미콜라이우를 결코 점령하지 못했다. 그들은 주의 남동쪽에 있는 영토를 점령하고 2022년 3월에 보즈네센스크까지 도달한 후 남동쪽 끝, 헤르손주와 접경한 미콜라이우 지역으로 철수했다.
2022년 9월 21일, 러시아가 점령한 미콜라이우주가 헤르손주의 러시아 행정부에 통합될 것이라고 보고되었다. 러시아는 9일 뒤 헤르손주를 합병했다고 선언했다.
2022년 11월 10~11일, 우크라이나군은 우크라이나 남부 반격의 일환으로 스니후리브카와 주변 지역을 해방시켰으며, 이 공격으로 헤르손시를 포함해 헤르손주 서쪽의 넓은 영토도 해방되었다. 2022년 11월 12일까지 러시아군은 최남단 킨번 반도 외곽 부분을 제외한 주 전체에서 추방되었다.

## 같이 보기
- 러시아의 우크라이나 침공
- 러시아-우크라이나 전쟁
- 우크라이나의 러시아 점령지
  - 러시아의 크림반도 점령
  - 러시아의 체르니히우주 점령
  - 도네츠크 인민공화국
  - 러시아의 하르키우주 점령
  - 러시아의 헤르손주 점령
  - 러시아의 키이우주 점령
  - 루간스크 인민공화국
  - 러시아의 자포리자주 점령
  - 러시아의 수미주 점령
  - 러시아의 지토미르주 점령
  - 즈미이니섬 전투
- 러시아의 크림반도 합병
- 러시아의 도네츠크주, 헤르손주, 루한스크주, 자포리자주 합병